# Arc 2000

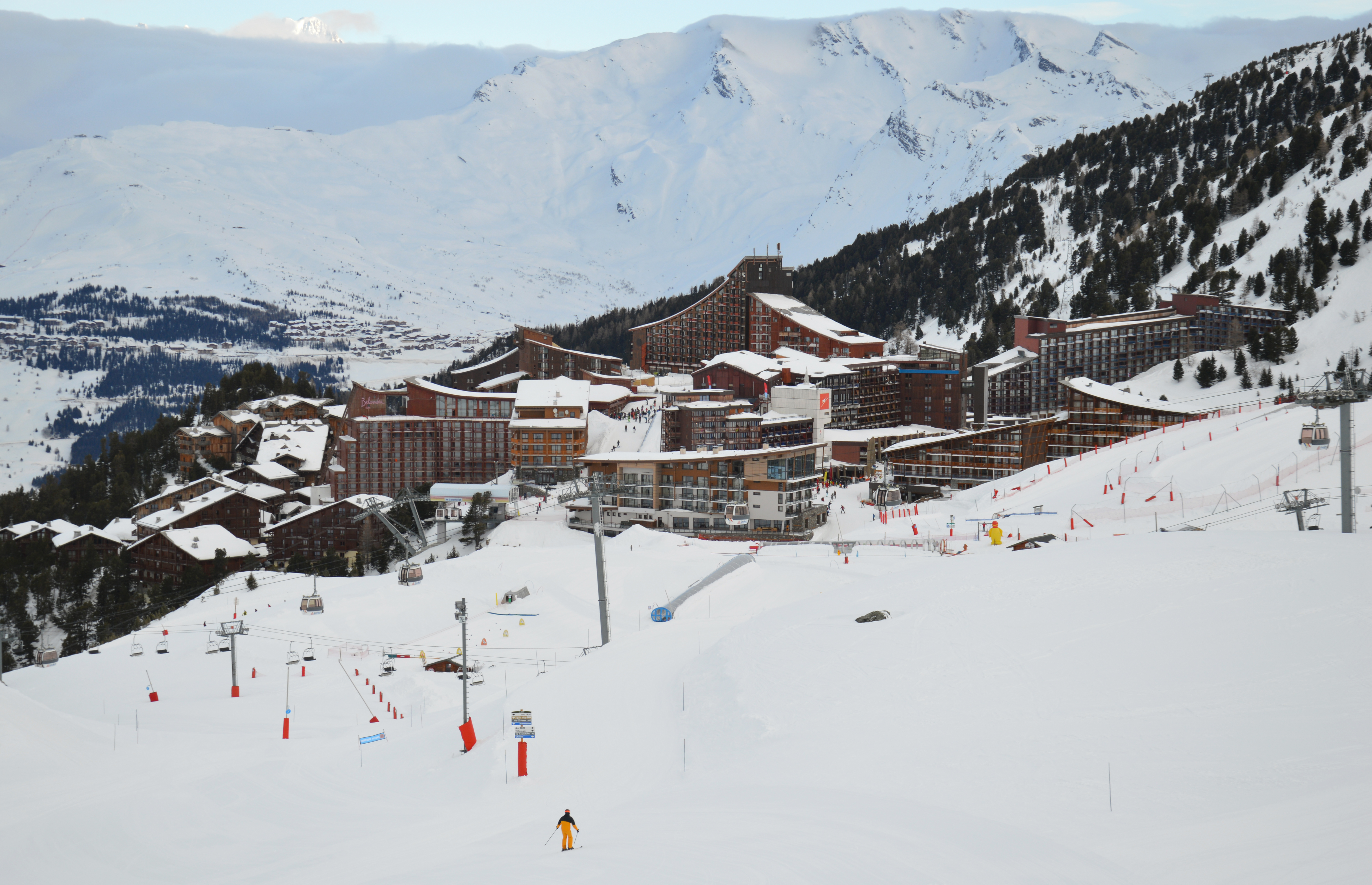
Vue d'Arc 2000.

Arc 2000 est un des quatre sites de la station de ski des Arcs et plus largement du domaine skiable de Paradiski. Arc 2000 se situe sur le versant nord du massif de la Vanoise en Tarentaise dans l'est du département français de la Savoie, en région Auvergne-Rhône-Alpes.
Troisième site des Arcs à avoir été créé, Arc 2000 est une « station intégrée » dite de « 3e génération » et est installée sur la commune de Bourg-Saint-Maurice.
Ce site est situé sur le domaine skiable de Paradiski, qui relie Les Arcs/Peisey-Vallandry à La Plagne.

## Histoire
Dès 1973, la station est imaginée dans le prolongement d'Arc 1600, construite en 1968 et Arc 1800, alors en cours de construction. Robert Blanc assure qu'il n'y a pas de risque de saturation avec la succession de ces projets, avec un domaine skiable illimité et insiste à penser dès à présent à la montagne de l'été, pour faire vivre ces stations sur toute l'année.
En 1979, Arc 2000 est inauguré comme troisième site du domaine des Arcs. Bien que le nom de cette station est « Arc 2000 », elle se situe à environ 2 100 mètres d'altitude.
La conception et aménagement étaient assurés par Charlotte Perriand, qui participe ici, seulement à l'élaboration d'un studio modulable Reiko Hayama et autres.
Jean Prouvé sera appelé afin d'orienter les recherches urbanistiques vers des constructions plus rapides — les périodes de travail et de construction étant plus réduites à cette altitude — et plus performantes en matière d'isolation thermique. De plus, il fallait éviter de trop bouleverser le site.
C'est Gaston Regairaz qui signe le plan mais ce sera Bernard Taillefer qui crée la station, lui donnant son allure de "fort" , et reliant les immeubles à travers une circulation abritée.
Le Club Méditerranée Arc Extrême ouvert en 1979, ferme en avril 2024.
La construction de la station se poursuit jusqu'en 1988, mais le début de la crise de l'immobilier de loisir, le départ de Roger Godino laissent le "fort" inachevé. Des investissements public sont réalisés par la commune de Bourg-Saint-Maurice dans le cadre des Jeux olympiques d'hiver de 1992.
Arc 2000 compte 6 500 lits et plus de 30 commerces.

## Accès

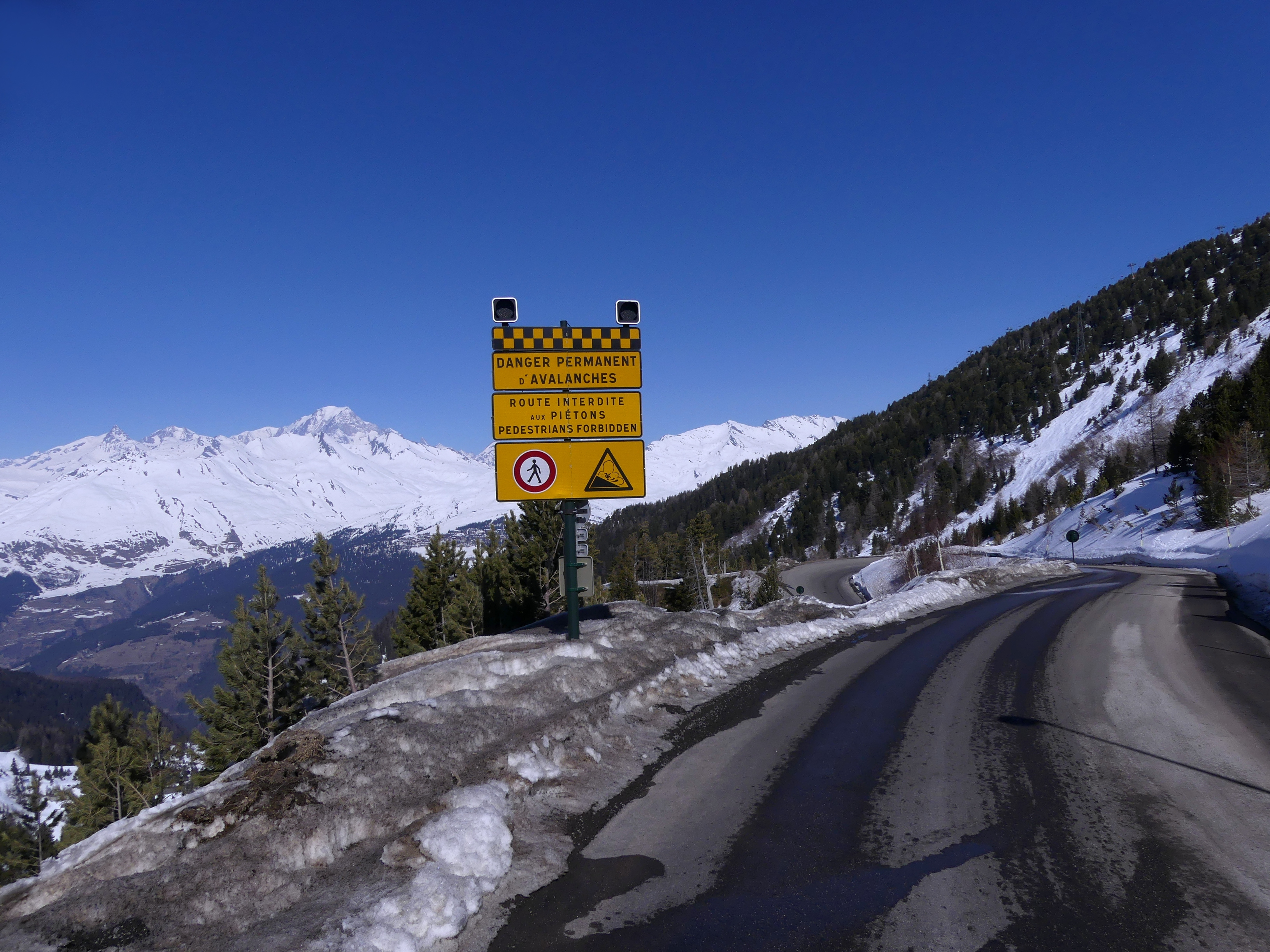
RD 119 quittant Arc 2000.

### Routes
L'unique accès à la station se fait via la route départementale D119, qui relie le site d'Arc 1600 à Arc 1950 puis à Arc 2000.

## Jeux olympiques

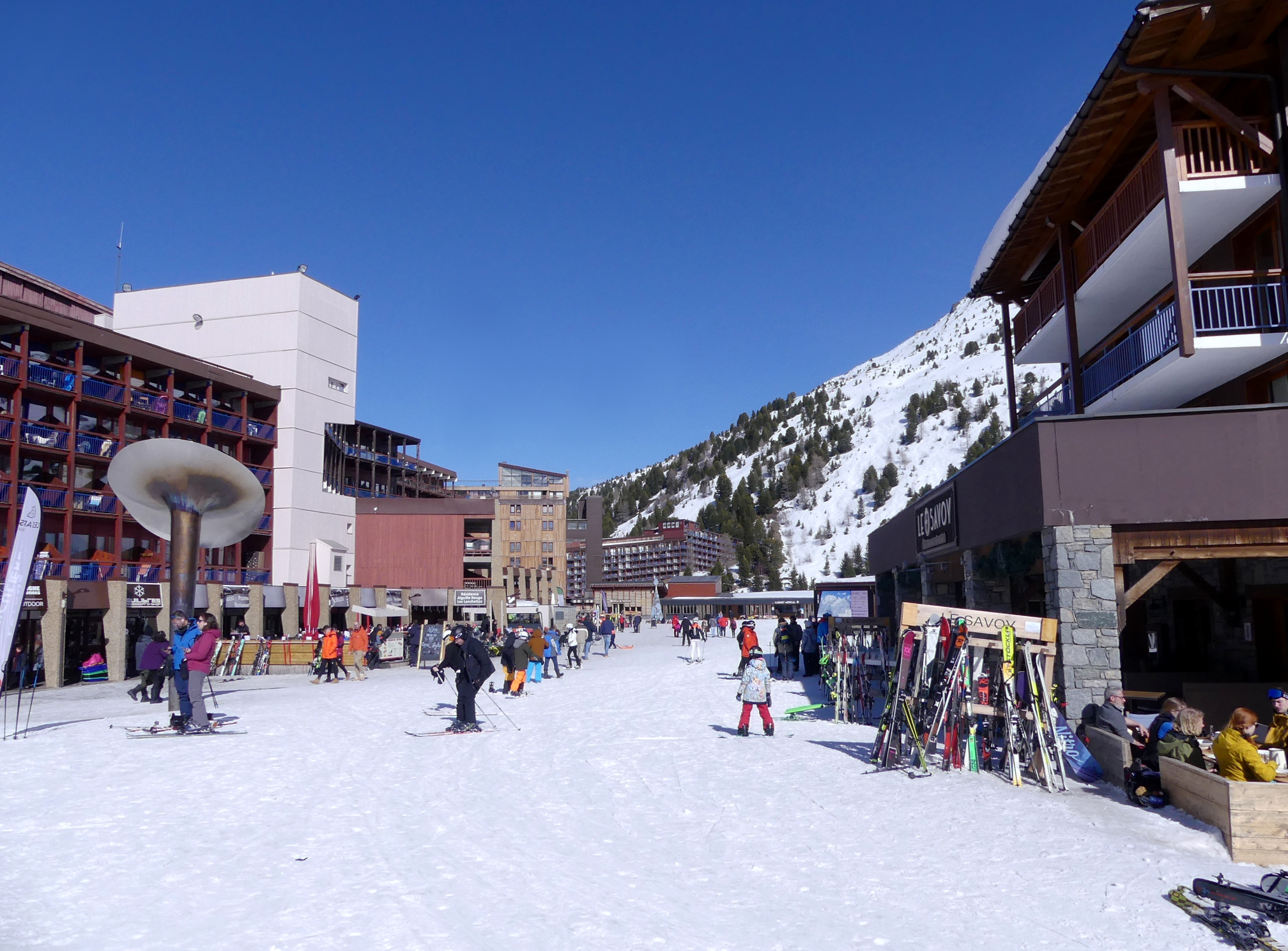
Un des chaudrons des Jeux Olympique est encore visible sur la place éponyme, à gauche de la photo.

L'épreuve de ski du kilomètre lancé (ski de vitesse) des Jeux olympiques d'Albertville de 1992 s'est déroulée à Arc 2000, la station se situant en bas de ce type de piste de ski. Une partie de la piste est encore présente sur le domaine skiable, le long de la télécabine du Varet.
Le chaudron installé place Olympique fait partie des dix chaudrons dédiés aux différents sites pendant les Jeux. Il a été conçu par Philippe Starck, qui a pris pour modèle la corolle d’une fleur de lys.

## Infrastructures
L'office de tourisme se situe quant à lui sur la "place basse" nommée place Olympique, c'est-à-dire en front de neige.

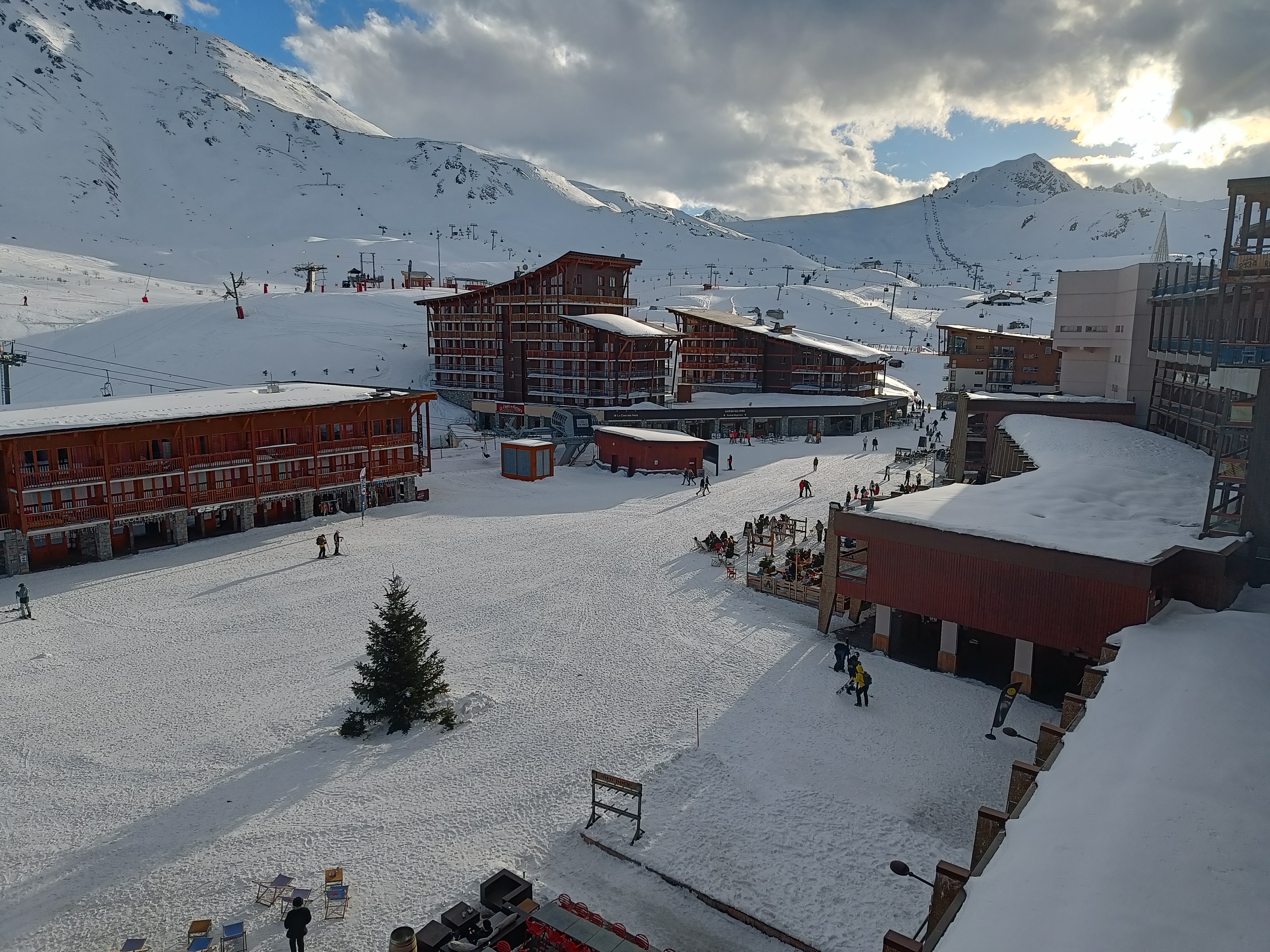
Vue de la place Olymique avec le domaine skiable en fond.
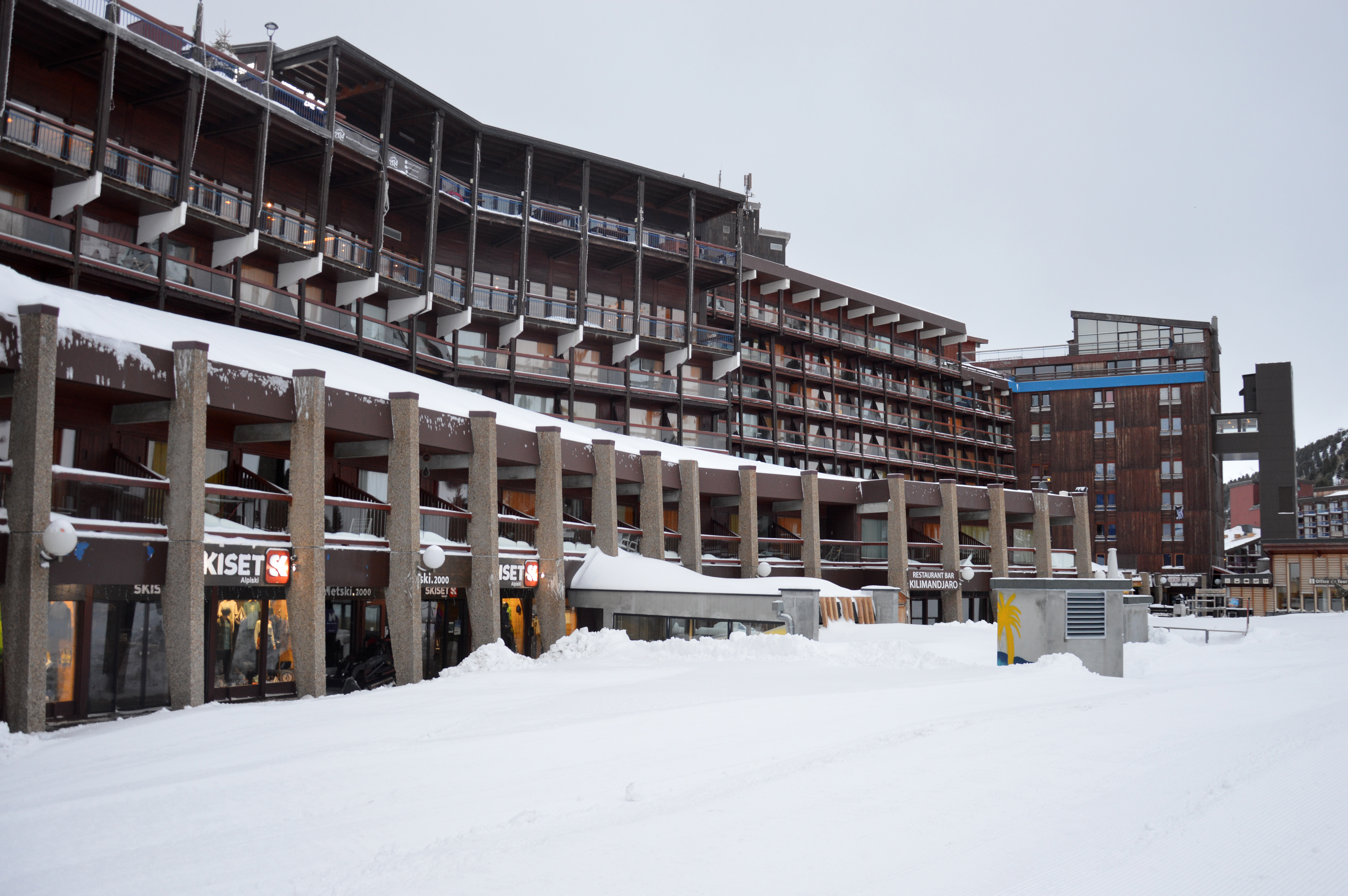
Lignée de résidence avec les boutiques en dessous

## Environnement

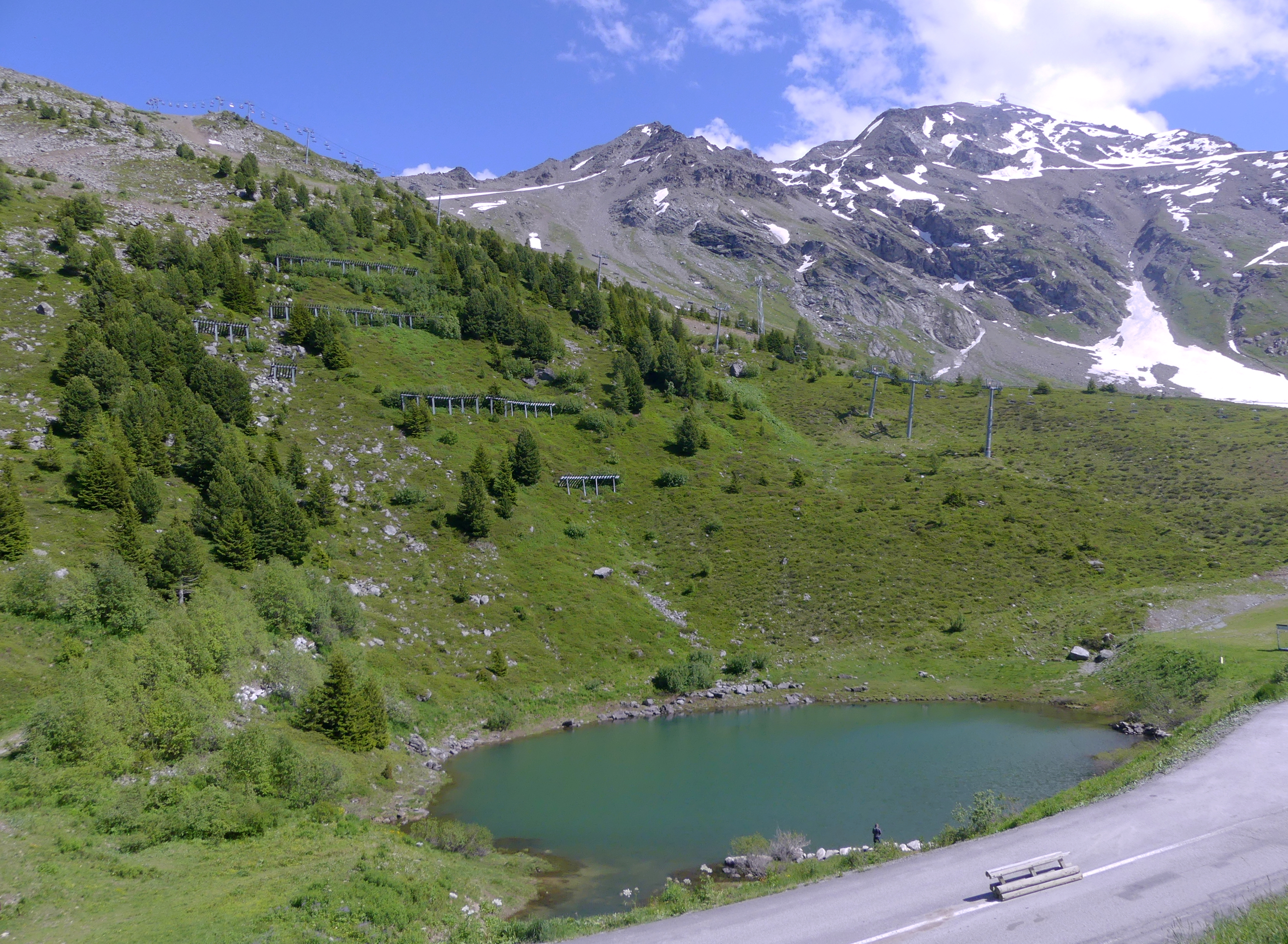
Lac des Combes en été.

À l'est de la station se trouve le lac des Combes. On peut y apercevoir le mont Blanc culminant à 4 809 m au nord et l'Aiguille Rouge culminant à 3 227 m à l'est.
La station se situe entre deux étages de végétation : entre l'étage subalpin et l'étage alpin.